# 井上辰雄
井上 辰雄（いのうえ たつお、1928年(昭和3年)10月13日 - 2015年11月23日）は、日本史学者、筑波大学名誉教授。

## 来歴
東京生まれ。1952年東京大学文学部国史科卒業。57年同大学院（旧制）満期修了。
熊本大学法文学部助教授、教授、1976年筑波大学教授。1981年「古代王権と宗教的部民」で、文学博士（筑波大学）の学位を取得。1992年定年退官、名誉教授、城西国際大学教授、同図書館長。叙正四位。

## 著書
- 『正税帳の研究 律令時代の地方政治』塙書房、1967
- 『火の国』学生社、1970
- 『隼人と大和政権』学生社、1974
- 『熊本の地名 風土と由来』熊本日日新聞社 熊日選書、1978
- 『古代王権と語部』教育社歴史新書、1979
- 『古代王権と宗教的部民』柏書房、1980
- 『常陸国風土記にみる古代』学生社、1989
- 『天皇家の誕生 帝と女帝の系譜』遊子館歴史選書、2006
- 『古事記のことば この国を知る134の神語り』遊子館歴史選書、2007
- 『古事記の想像力 神から人への113のものがたり』遊子館歴史選書、2008
- 『茶道をめぐる歴史散歩』遊子館歴史選書、2009
- 『在原業平 雅を求めた貴公子』遊子館歴史選書、2010
- 『図説和歌と歌人の歴史事典』遊子館、2010
- 『『常陸国風土記』の世界 古代史を読み解く101話』雄山閣、2010
- 『嵯峨天皇と文人官僚』塙書房、2011
- 『万葉びとの心と言葉の事典』遊子館、2011
- 『平清盛と平家のひとびと』遊子館歴史選書、2012
- 『平安初期の文人官僚 栄光と苦悩』塙書房、2013
- 『平安儒者の家 大江家のひとびと』塙書房、2014

### 共編著
- 『古代の地方史 第1巻 西海編』編集 朝倉書店、1977
- 『古代中世の政治と地域社会』編 雄山閣出版、1986
- 『古代史研究の課題と方法』編 国書刊行会、1989
- 『古代東国と常陸国風土記』編 雄山閣出版、1999
- 『日本古代史の謎 総解説』共著 自由国民社、2001

## 参考
- [ISBN 978-4-8273-1265-2]
- 『現代日本人名録』2002年